# Turnera emendata
Turnera emendata är en passionsblomsväxtart som beskrevs av Arbo. Turnera emendata ingår i släktet Turnera och familjen passionsblomsväxter. Inga underarter finns listade i Catalogue of Life.